# Marián Baláž
Marián Baláž (25 de octubre de 1975) es un deportista eslovaco que compitió en biatlón adaptado. Ganó una medalla de plata en los Juegos Paralímpicos de Salt Lake City 2002 en la prueba de 7,5 km.

## Palmarés internacional
| Juegos Paralímpicos | Juegos Paralímpicos             | Juegos Paralímpicos | Juegos Paralímpicos |
| Año                 | Lugar                           | Medalla             | Prueba              |
| ------------------- | ------------------------------- | ------------------- | ------------------- |
| 2002                | Salt Lake City (Estados Unidos) | Medalla de plata    | 7,5 km ceguera      |